# Concistori di papa Benedetto XVI

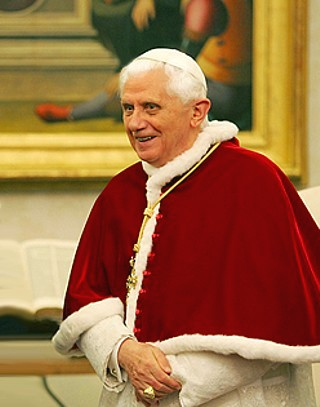
Papa Benedetto XVI

Questa voce raccoglie l'elenco completo dei concistori per la creazione di nuovi cardinali presieduti da papa Benedetto XVI, con l'indicazione di tutti i cardinali creati (90 cardinali, in 5 concistori, provenienti da 37 nazioni, di cui 3 non avevano mai avuto prima un cardinale). I nominativi sono posti in ordine di creazione.

## 24 marzo 2006
Il 24 marzo 2006, durante il suo primo concistoro, papa Benedetto XVI creò quindici nuovi cardinali (dodici elettori e tre ultraottantenni). Con la creazione dei nuovi dodici cardinali elettori il numero dei cardinali elettori è arrivato a centoventi, limite massimo fissato da papa Paolo VI nel 1973:
- William Joseph Levada, arcivescovo metropolita emerito di San Francisco, prefetto della Congregazione per la dottrina della fede; creato cardinale diacono di Santa Maria in Domnica; deceduto il 26 settembre 2019;
- Franc Rodé, C.M., arcivescovo metropolita emerito di Lubiana, prefetto della Congregazione per gli Istituti di Vita Consacrata e le Società di Vita Apostolica; creato cardinale diacono di San Francesco Saverio alla Garbatella - è il primo cardinale della Slovenia;
- Agostino Vallini, arcivescovo-vescovo emerito di Albano, prefetto del Supremo Tribunale della Segnatura Apostolica; creato cardinale diacono di San Pier Damiani ai Monti di San Paolo;
- Jorge Liberato Urosa Savino, arcivescovo metropolita di Caracas (Venezuela); creato cardinale presbitero di Santa Maria ai Monti; deceduto il 23 settembre 2021;
- Gaudencio Borbon Rosales, arcivescovo metropolita di Manila (Filippine); creato cardinale presbitero del Santissimo Nome di Maria a Via Latina;
- Jean-Pierre Bernard Ricard, arcivescovo metropolita di Bordeaux (Francia); creato cardinale presbitero di Sant'Agostino;
- Antonio Cañizares Llovera, arcivescovo metropolita di Toledo (Spagna); creato cardinale presbitero di San Pancrazio fuori le mura;
- Nicholas Cheong Jin-suk, arcivescovo metropolita di Seul (Corea del Sud) creato cardinale presbitero di Santa Maria Immacolata di Lourdes a Boccea; deceduto il 27 aprile 2021;
- Sean Patrick O'Malley, O.F.M.Cap., arcivescovo metropolita di Boston (Stati Uniti); creato cardinale presbitero di Santa Maria della Vittoria;
- Stanisław Dziwisz, arcivescovo metropolita di Cracovia (Polonia); creato cardinale presbitero di Santa Maria del Popolo;
- Carlo Caffarra, arcivescovo metropolita di Bologna (Italia); creato cardinale presbitero di San Giovanni Battista dei Fiorentini; deceduto il 6 settembre 2017;
- Joseph Zen Ze-kiun, vescovo di Hong Kong (Cina); creato cardinale presbitero di Santa Maria Madre del Redentore a Tor Bella Monaca.

Oltre ai dodici cardinali elettori ha creato altri tre cardinali ultraottantenni "in considerazione del servizio da essi reso alla Chiesa con esemplare fedeltà ed amorevole dedizione":
- Andrea Cordero Lanza di Montezemolo, arcivescovo (titolo personale) titolare di Tuscania, arciprete della Basilica di San Paolo fuori le mura; creato cardinale diacono di Santa Maria in Portico Campitelli; deceduto il 19 novembre 2017;
- Peter Poreku Dery, arcivescovo metropolita emerito di Tamale (Ghana); creato cardinale diacono di Sant'Elena fuori Porta Prenestina; deceduto il 6 marzo 2008;
- Albert Vanhoye, S.I., già rettore del Pontificio Istituto Biblico e segretario della Pontificia commissione biblica; cardinale diacono di Santa Maria della Mercede e Sant'Adriano a Villa Albani; deceduto il 29 luglio 2021.

## 24 novembre 2007
Il 24 novembre 2007 nel suo secondo concistoro ristabilì il plenum di centoventi cardinali elettori con la creazione dei seguenti cardinali:
- Leonardo Sandri, arcivescovo (titolo personale) titolare di Cittanova, prefetto della Congregazione per le Chiese Orientali; creato cardinale diacono dei Santi Biagio e Carlo ai Catinari;
- John Patrick Foley, arcivescovo (titolo personale) titolare di Neapoli di Proconsolare, gran maestro dell'Ordine Equestre del Santo Sepolcro di Gerusalemme; cardinale diacono di San Sebastiano al Palatino; deceduto l'11 dicembre 2011;
- Giovanni Lajolo, arcivescovo (titolo personale) titolare di Cesariana, presidente della Pontificia Commissione e del Governatorato dello Stato della Città del Vaticano; creato cardinale diacono di Santa Maria Liberatrice a Monte Testaccio;
- Paul Josef Cordes, arcivescovo (titolo personale) titolare di Naisso, presidente del Pontificio consiglio Cor Unum; creato cardinale diacono di San Lorenzo in Piscibus; deceduto il 15 marzo 2024;
- Angelo Comastri, arcivescovo-prelato emerito di Loreto, arciprete della Basilica Vaticana, vicario generale di Sua Santità per lo Stato della Città del Vaticano, presidente della Fabbrica di San Pietro; creato cardinale diacono di San Salvatore in Lauro;
- Stanisław Ryłko, arcivescovo (titolo personale) titolare di Novica, presidente del Pontificio consiglio per i laici; creato cardinale diacono del Sacro Cuore di Cristo Re;
- Raffaele Farina, S.D.B., arcivescovo (titolo personale) titolare di Oderzo, Archivista e Bibliotecario di Santa Romana Chiesa; creato cardinale diacono di San Giovanni della Pigna;
- Agustín García-Gasco y Vicente, arcivescovo metropolita di Valencia (Spagna); creato cardinale presbitero di San Marcello; deceduto il 1º maggio 2011;
- Seán Baptist Brady, arcivescovo metropolita di Armagh (Irlanda); creato cardinale presbitero dei Santi Quirico e Giulitta;
- Lluís Martínez Sistach, arcivescovo metropolita di Barcellona (Spagna); creato cardinale presbitero di San Sebastiano alle Catacombe;
- André Vingt-Trois, arcivescovo metropolita di Parigi (Francia); creato cardinale presbitero di San Luigi dei Francesi; deceduto il 18 luglio 2025;
- Angelo Bagnasco, arcivescovo metropolita di Genova (Italia); creato cardinale presbitero della Gran Madre di Dio;
- Théodore-Adrien Sarr, arcivescovo metropolitadi Dakar (Senegal); creato cardinale presbitero di Santa Lucia a Piazza d'Armi;
- Oswald Gracias, arcivescovo metropolita di Bombay (India); creato cardinale presbitero di San Paolo della Croce a Corviale;
- Francisco Robles Ortega, arcivescovo metropolita di Monterrey (Messico); creato cardinale presbitero di Santa Maria della Presentazione;
- Daniel Nicholas DiNardo, arcivescovo metropolita di Galveston-Houston (Stati Uniti); creato cardinale presbitero di Sant'Eusebio;
- Odilo Pedro Scherer, arcivescovo metropolita di San Paolo (Brasile); creato cardinale presbitero di Sant'Andrea al Quirinale;
- John Njue, arcivescovo metropolita di Nairobi (Kenya); creato cardinale presbitero del Preziosissimo Sangue di Nostro Signore Gesù Cristo.

Oltre a questi diciotto, il Pontefice ha innalzato alla dignità cardinalizia "tre venerati presuli e due benemeriti ecclesiastici, particolarmente meritevoli per il loro impegno al servizio della Chiesa" che non entrano a far parte dei cardinali elettori, in quanto ultraottantenni:
- Emmanuel III Delly, patriarca di Babilonia dei Caldei (Iraq); creato cardinale vescovo, mantenendo il proprio titolo patriarcale; deceduto l'8 aprile 2014;
- Giovanni Coppa, arcivescovo (titolo personale) titolare di Serta, nunzio apostolico emerito in Repubblica Ceca e Slovacchia; creato cardinale diacono di San Lino; deceduto il 16 maggio 2016;
- Estanislao Esteban Karlic, arcivescovo metropolita emerito di Paraná (Argentina); creato cardinale presbitero della Beata Vergine Maria Addolorata a Piazza Buenos Aires; deceduto l'8 agosto 2025;
- Urbano Navarrete Cortés, S.I., già rettore della Pontificia Università Gregoriana; creato cardinale diacono di San Ponziano; deceduto il 22 novembre 2010;
- Umberto Betti, O.F.M., già rettore della Pontificia Università Antonianum e poi della Pontificia Università Lateranense; creato cardinale diacono dei Santi Vito, Modesto e Crescenzia; deceduto il 1º aprile 2009.

Inoltre Benedetto XVI ha reso noto che avrebbe voluto concedere assieme a questi ultimi, la porpora cardinalizia anche a Ignacy Ludwik Jeż, vescovo emerito di Koszalin-Kołobrzeg, (Polonia), deceduto però il 16 ottobre 2007, giorno precedente all'annuncio.

## 20 novembre 2010
Il 20 novembre 2010 papa Benedetto XVI ha convocato il suo terzo concistoro per la creazione di ventiquattro nuovi cardinali, di cui venti elettori:
- Angelo Amato, S.D.B., arcivescovo (titolo personale) titolare di Sila, prefetto della Congregazione delle Cause dei Santi; creato cardinale diacono di Santa Maria in Aquiro; deceduto il 31 dicembre 2024;
- Antonios Naguib, patriarca di Alessandria dei Copti (Egitto); creato cardinale vescovo, mantenendo il medesimo titolo patriarcale; deceduto il 28 marzo 2022;
- Robert Sarah, arcivescovo (titolo personale) emerito di Conakry, presidente del Pontificio consiglio Cor Unum; creato cardinale diacono di San Giovanni Bosco in via Tuscolana - è il primo cardinale della Guinea;
- Francesco Monterisi, arcivescovo (titolo personale) titolare di Alba Marittima, arciprete della Basilica di San Paolo fuori le mura; creato cardinale diacono di San Paolo alla Regola;
- Fortunato Baldelli, arcivescovo (titolo personale) titolare di Bevagna, Penitenziere Maggiore di Santa Romana Chiesa; creato cardinale diacono di Sant'Anselmo all'Aventino; deceduto il 20 settembre 2012;
- Raymond Leo Burke, arcivescovo metropolita emerito di Saint Louis, prefetto del Supremo Tribunale della Segnatura Apostolica; creato cardinale diacono di Sant'Agata dei Goti;
- Kurt Koch, arcivescovo-vescovo emerito di Basilea, presidente del Pontificio consiglio per la promozione dell'unità dei cristiani; cardinale diacono di Nostra Signora del Sacro Cuore;
- Paolo Sardi, arcivescovo (titolo personale) titolare di Sutri, vice-camerlengo di Santa Romana Chiesa; creato cardinale diacono di Santa Maria Ausiliatrice in via Tuscolana; deceduto il 13 luglio 2019;
- Mauro Piacenza, arcivescovo (titolo personale) titolare di Vittoriana, prefetto della Congregazione per il Clero; creato cardinale diacono di San Paolo alle Tre Fontane;
- Velasio De Paolis, C.S., arcivescovo (titolo personale) titolare di Telepte, presidente della Prefettura degli Affari Economici della Santa Sede; cardinale diacono di Gesù Buon Pastore alla Montagnola; deceduto il 9 settembre 2017;
- Gianfranco Ravasi, arcivescovo (titolo personale) titolare di Villamagna di Proconsolare, presidente del Pontificio consiglio della cultura; creato cardinale diacono di San Giorgio in Velabro;
- Medardo Joseph Mazombwe, arcivescovo metropolita emerito di Lusaka (Zambia); creato cardinale presbitero di Santa Emerenziana a Tor Fiorenza - è stato il primo cardinale dello Zambia; deceduto il 29 agosto 2013;
- Raúl Eduardo Vela Chiriboga, arcivescovo metropolita emerito di Quito (Ecuador); creato cardinale presbitero di Santa Maria in Via; deceduto il 15 novembre 2020;
- Laurent Monsengwo Pasinya, arcivescovo metropolita di Kinshasa (Rep. Democratica del Congo); creato cardinale presbitero di Santa Maria Regina Pacis in Ostia mare; deceduto l'11 luglio 2021;
- Paolo Romeo, arcivescovo metropolita di Palermo (Italia); creato cardinale presbitero (pro hac vice) di Santa Maria Odigitria dei Siciliani;
- Donald William Wuerl, arcivescovo metropolita di Washington (Stati Uniti); creato cardinale presbitero di San Pietro in Vincoli;
- Raymundo Damasceno Assis, arcivescovo metropolita di Aparecida (Brasile); creato cardinale presbitero dell'Immacolata al Tiburtino;
- Kazimierz Nycz, arcivescovo metropolita di Varsavia (Polonia); creato cardinale presbitero dei Santi Silvestro e Martino ai Monti;
- Albert Malcolm Ranjith Patabendige Don, arcivescovo metropolita di Colombo (Sri Lanka); creato cardinale presbitero di San Lorenzo in Lucina;
- Reinhard Marx, arcivescovo metropolita di Monaco e Frisinga (Germania); creato cardinale presbitero di San Corbiniano.

Oltre a questi venti, il Pontefice ha innalzato alla dignità cardinalizia "due presuli e due ecclesiastici, che si sono distinti per la loro generosità e dedizione nel servizio alla Chiesa", e che non entrano a far parte dei cardinali elettori perché già ultraottantenni:
- José Manuel Estepa Llaurens, arcivescovo (titolo personale) titolare emerito di Italica, ordinario militare emerito in Spagna; creato cardinale presbitero di San Gabriele Arcangelo all'Acqua Traversa; deceduto il 21 luglio 2019;
- Elio Sgreccia, vescovo titolare di Zama Minore, già presidente della Pontificia accademia per la vita; creato cardinale diacono di Sant'Angelo in Pescheria; deceduto il 5 giugno 2019;
- Walter Brandmüller, arcivescovo (titolo personale) titolare di Cesarea di Mauritania, già presidente del Pontificio comitato di scienze storiche; creato cardinale diacono di San Giuliano dei Fiamminghi;
- Domenico Bartolucci, già maestro direttore della Cappella musicale pontificia sistina; cardinale diacono dei Santissimi Nomi di Gesù e Maria in via Lata; deceduto l'11 novembre 2013.

In questo concistoro viene creato il cardinale fino ad allora più anziano al momento della nomina: Domenico Bartolucci (93 anni, 6 mesi e 13 giorni).

## 18 febbraio 2012
Il 18 febbraio 2012 Benedetto XVI ha creato ventidue nuovi cardinali, di cui diciotto elettori:
- Fernando Filoni, arcivescovo (titolo personale) titolare di Volturno, prefetto della Congregazione per l'Evangelizzazione dei Popoli; cardinale diacono di Nostra Signora di Coromoto in San Giovanni di Dio;
- Manuel Monteiro de Castro, arcivescovo (titolo personale) titolare di Benevento (Proconsolare), Penitenziere Maggiore di Santa Romana Chiesa; creato cardinale diacono di San Domenico di Guzman;
- Santos Abril y Castelló, arcivescovo titolare di Tamada, arciprete della Basilica di Santa Maria Maggiore; creato cardinale diacono di San Ponziano;
- Antonio Maria Vegliò, arcivescovo (titolo personale) titolare di Eclano, presidente del Pontificio consiglio della pastorale per i migranti e gli itineranti; creato cardinale diacono di San Cesareo in Palatio;
- Giuseppe Bertello, arcivescovo (titolo personale) titolare di Urbisaglia, presidente della Pontificia commissione per lo Stato della Città del Vaticano e del Governatorato del medesimo Stato; creato cardinale diacono dei Santi Vito, Modesto e Crescenzia;
- Francesco Coccopalmerio, arcivescovo (titolo personale) titolare di Celiana, presidente del Pontificio consiglio per i testi legislativi; creato cardinale diacono di San Giuseppe dei Falegnami;
- João Braz de Aviz, arcivescovo metropolita emerito di Brasilia, prefetto della Congregazione per gli Istituti di Vita Consacrata e le Società di Vita Apostolica; creato cardinale diacono di Sant'Elena fuori Porta Prenestina;
- Edwin Frederick O'Brien, arcivescovo metropolita emerito di Baltimora, gran maestro dell'Ordine Equestre del Santo Sepolcro di Gerusalemme; creato cardinale diacono di San Sebastiano al Palatino;
- Domenico Calcagno, arcivescovo-vescovo emerito di Savona-Noli, presidente dell'Amministrazione del Patrimonio della Sede Apostolica; creato cardinale diacono dell'Annunciazione della Beata Vergine Maria a Via Ardeatina;
- Giuseppe Versaldi, arcivescovo-vescovo emerito di Alessandria, presidente della Prefettura degli Affari Economici della Santa Sede; cardinale diacono del Sacro Cuore di Gesù a Castro Pretorio;
- George Alencherry, arcivescovo maggiore di Ernakulam-Angamaly dei Siro-Malabaresi (India); creato cardinale presbitero di San Bernardo alle Terme Diocleziane;
- Thomas Christopher Collins, arcivescovo metropolita di Toronto (Canada); creato cardinale presbitero di San Patrizio;
- Dominik Duka, O.P., arcivescovo metropolita di Praga (Repubblica Ceca); creato cardinale presbitero dei Santi Marcellino e Pietro;
- Willem Jacobus Eĳk, arcivescovo metropolita di Utrecht (Paesi Bassi); creato cardinale presbitero di San Callisto;
- Giuseppe Betori, arcivescovo metropolita di Firenze (Italia); creato cardinale presbitero di San Marcello;
- Timothy Michael Dolan, arcivescovo metropolita di New York (Stati Uniti); creato cardinale presbitero di Nostra Signora di Guadalupe a Monte Mario;
- Rainer Maria Woelki, arcivescovo metropolita di Berlino (Germania); creato cardinale presbitero di San Giovanni Maria Vianney;
- John Tong Hon, vescovo di Hong Kong (Rep. Pop. Cinese); creato cardinale presbitero della Regina Apostolorum.

Oltre a questi diciotto, il Pontefice ha elevato alla dignità cardinalizia "un venerato Presule, che svolge il suo ministero di Pastore e Padre di una Chiesa, e tre benemeriti Ecclesiastici, che si sono distinti per il loro impegno a servizio della Chiesa" e che non entrano a far parte dei cardinali elettori perché già ultraottantenni:
- Lucian Mureșan, arcivescovo maggiore di Făgăraș e Alba Iulia dei Rumeni (Romania); creato cardinale presbitero di Sant'Atanasio;
- Julien Ries, arcivescovo (titolo personale) titolare di Belcastro, professore emerito di storia delle religioni presso l'Università Cattolica di Lovanio; creato cardinale diacono di Sant'Antonio di Padova a Circonvallazione Appia; deceduto il 23 febbraio 2013;
- Prosper Grech, O.S.A., elevato arcivescovo (titolo personale) titolare di San Leone, docente emerito di varie Università romane e consultore della Congregazione per la Dottrina della Fede; cardinale diacono di Santa Maria Goretti; deceduto il 30 dicembre 2019;
- Karl Josef Becker, S.I., docente emerito della Pontificia Università Gregoriana, consultore della Congregazione per la Dottrina della Fede; cardinale diacono di San Giuliano Martire; deceduto il 10 febbraio 2015.

Con il concistoro del 18 febbraio 2012 il Sacro Collegio ha raggiunto il numero di 213 cardinali viventi (compresi i non elettori), provenienti da 70 nazioni, nuovo record storico, mai raggiunto prima nella storia della Chiesa cattolica. Dal 18 febbraio 2012 la maggioranza assoluta dei cardinali elettori è costituita da porporati creati da papa Benedetto XVI.

## 24 novembre 2012
Come annunciato il 24 ottobre 2012, il 24 novembre dello stesso anno papa Benedetto XVI ha creato sei nuovi cardinali elettori:
- James Michael Harvey, arcivescovo (titolo personale) titolare di Memfi, arciprete della Basilica di San Paolo fuori le mura, creato cardinale diacono di San Pio V a Villa Carpegna;
- Béchara Boutros Raï, O.M.M., patriarca di Antiochia dei Maroniti (Libano), creato cardinale vescovo, mantenendo il proprio titolo patriarcale;
- Baselios Cleemis (Isaac) Thottunkal, arcivescovo maggiore di Trivandrum dei Siro-Malankaresi (India), creato cardinale presbitero di San Gregorio VII;
- John Olorunfemi Onaiyekan, arcivescovo metropolita di Abuja (Nigeria), creato cardinale presbitero di San Saturnino;
- Rubén Salazar Gómez, arcivescovo metropolita di Bogotá (Colombia), creato cardinale presbitero di San Gerardo Maiella;
- Luis Antonio Tagle, arcivescovo metropolita di Manila (Filippine), creato cardinale presbitero di San Felice da Cantalice a Centocelle.

Si tratta del primo concistoro dal 24 marzo 1924 in cui non sono creati nuovi cardinali europei. Era inoltre dal 1929 che non c'erano più state in uno stesso anno due differenti creazioni cardinalizie. Con papa Giovanni XXIII ci furono due concistori a soli tre mesi e mezzo di distanza, ma in anni solari diversi (14 dicembre 1959, 28 marzo 1960). Si tratta inoltre dell'unico concistoro di Benedetto XVI in cui non sono stati creati cardinali ultraottantenni.

## Nazioni con i primi cardinali autoctoni
Nei concistori presieduti da papa Benedetto XVI, sono 3 le nazioni che hanno avuto il loro primo cardinale autoctono nella storia della Chiesa cattolica.

### Suddivisione per concistoro
| Concistoro    | Nazioni           | Totale |
| ------------- | ----------------- | ------ |
| Marzo 2006    | - Slovenia        | 1      |
| Novembre 2010 | - Guinea - Zambia | 2      |
| TOTALE        | TOTALE            | 3      |

### Suddivisione per continente
| Continente | Nazioni           | Totale |
| ---------- | ----------------- | ------ |
| Europa     | - Slovenia        | 1      |
| Africa     | - Guinea - Zambia | 2      |
| TOTALE     | TOTALE            | 3      |